# Metoda ruchomego reperu
Metoda ruchomego reperu – metoda lokalnego badania podrozmaitości różnych przestrzeni jednorodnych polegająca na związaniu samej podrozmaitości i jej obiektów geometrycznych z jak najogólniej pojętym reperem. Zawiera w sobie proces kanonizacji repera polegający na jednoznacznym dodaniu do każdego punktu podrozmaitości repera w celu otrzymania niezmienników różniczkowych charakteryzujących podrozmaitość z dokładnością do przekształceń zawierającej ją przestrzeni jednorodnej.
W najogólniejszej postaci metodę ruchomego reperu wprowadził Elie Cartan, który podał także wiele jej zastosowań. W geometrii współczesnej metoda ta wymagała uściślenia i zostało to wykonane w ramach teorii wiązek włóknistych.

## Metoda ruchomego reperu w teorii wiązek włóknistych
Analityczną podstawę metody ruchomego reperu stanowią niezmiennicze liniowe formy różniczkowe grup Lie i ich równania strukturalne oraz teoria reprezentacji grup Lie (jako grup przekształceń).
Niech {\displaystyle {\mathcal {X}}_{n}} będzie n-wymiarową przestrzenią jednorodną i {\displaystyle {\mathcal {G}}} niech będzie działającą z lewej strony r-wymiarową grupą Lie odwzorowań tej przestrzeni. Niech {\displaystyle {\mathcal {X}}_{n}={\mathcal {G}}/{\mathcal {H}},} gdzie {\displaystyle {\mathcal {H}}} jest grupą izotopii pewnego punktu {\displaystyle x_{0}\in {\mathcal {X}}_{n}.} Niech {\displaystyle (e_{k},e_{\alpha }),k=1,2,\dots ,n,\alpha =n+1,\dots ,r} będzie taką bazą lewoniezmienniczych pól wektorowych na {\displaystyle {\mathcal {G}},} że {\displaystyle e_{\alpha }} stanowią na podgrupie Lie {\displaystyle {\mathcal {H}}} bazę lewoniezmienniczych pól wektorowych. Bazie {\displaystyle (e_{k},e_{\alpha })} odpowiada baza lewoniezmienniczych liniowych form różniczkowych {\displaystyle (\omega ^{k},\omega ^{\alpha })} na grupie Lie {\displaystyle {\mathcal {G}}.} Kanoniczne rzutowanie {\displaystyle \pi :{\mathcal {G}}\to {\mathcal {X}}_{n},} w którym każdemu punktowi {\displaystyle x_{0}\in {\mathcal {X}}_{n}} odpowiadają lewe warstwy {\displaystyle \pi ^{-1}(x)={\mathcal {H}}_{x}\subset {\mathcal {G}}} względem podgrupy {\displaystyle {\mathcal {H}}={\mathcal {H}}_{x_{0}}} wprowadza do grupy {\displaystyle {\mathcal {G}}} strukturę wiązki włóknistej z bazą {\displaystyle {\mathcal {X}}_{n}} i grupą strukturalną {\displaystyle {\mathcal {H}}} o wymiarze {\displaystyle r-n.} Pola wektorowe {\displaystyle e_{\alpha }} stanowią bazę fundamentalnych pól wektorowych wiązki {\displaystyle \pi :{\mathcal {G}}\to {\mathcal {X}}_{n},} a liniowe formy różniczkowe {\displaystyle \omega ^{k}} są jej formami półbazowymi i tworzą całkowalny podukład form w układzie {\displaystyle (\omega ^{k},\omega ^{\alpha }).} Warstwy {\displaystyle {\mathcal {H}}_{x}\subset {\mathcal {G}}} są rozmaitościami całkowymi maksymalnego wymiaru dla układu równań Pfaffa {\displaystyle \omega ^{k}=0}.